# Rhyacophila bivitta
Rhyacophila bivitta är en nattsländeart som beskrevs av Sun 1997. Rhyacophila bivitta ingår i släktet Rhyacophila och familjen rovnattsländor. Inga underarter finns listade i Catalogue of Life.